# Tram 2000

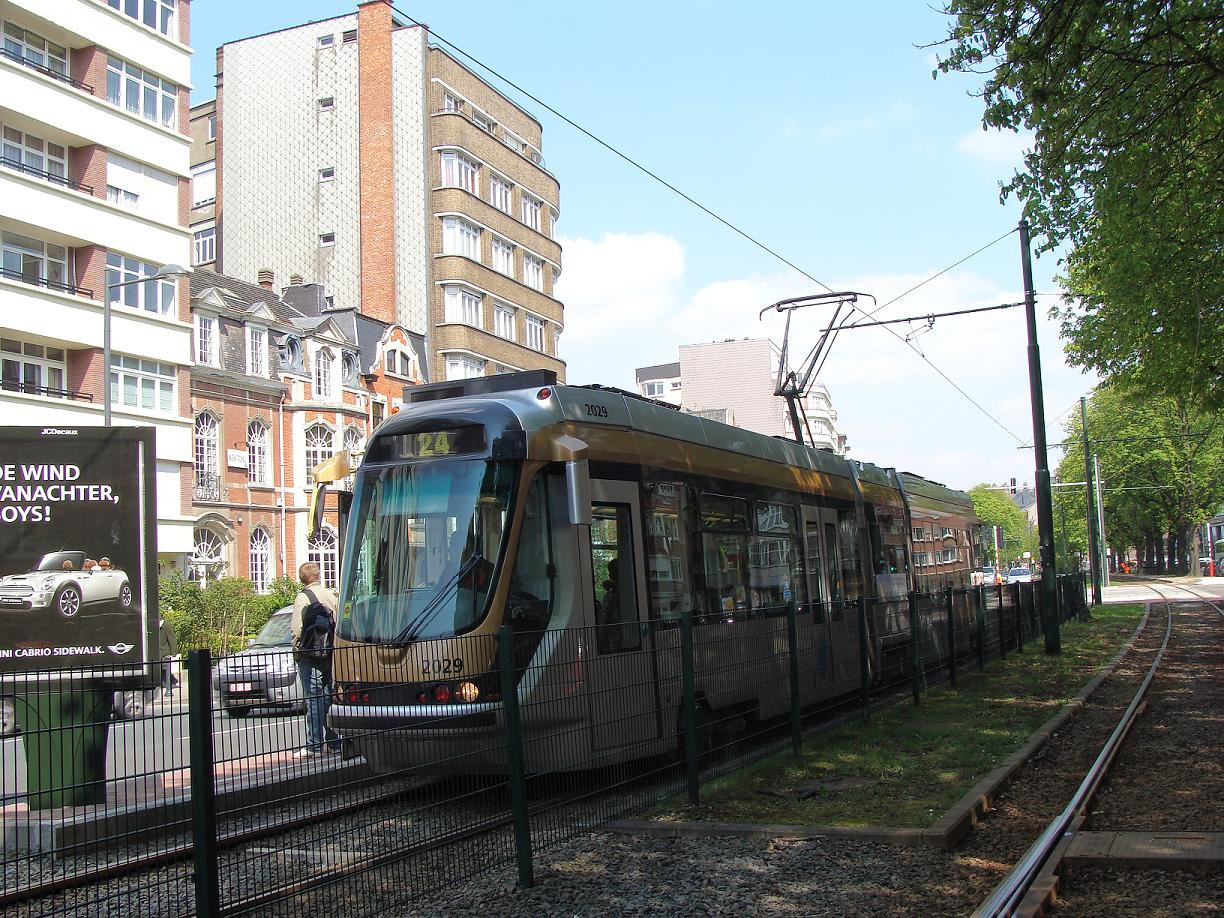
T2029 az Hansen-Soulie megállónál

A T2000-es villamosok a brüsszeli STIB első teljes hosszában alacsony padlós villamosai.

## Prototípusok

### Az LRV-2000 prototípus
Ez a prototípus annak idején több tesztet is végrehajtott Brüsszelben, mivel a Bruges-i Bombardier gyárhoz a legközelebbi standard nyomtávú sínekkel rendelkező város volt.

### A GLT (Guided Light Transit)
A GLT is egy kísérleti jármű, ami egy autóbuszra hasonlító volt, és át tudott alakulni kötöttpályás villamossá. Több vallóniai és franciaországi városban is tesztelték.

## A jármű

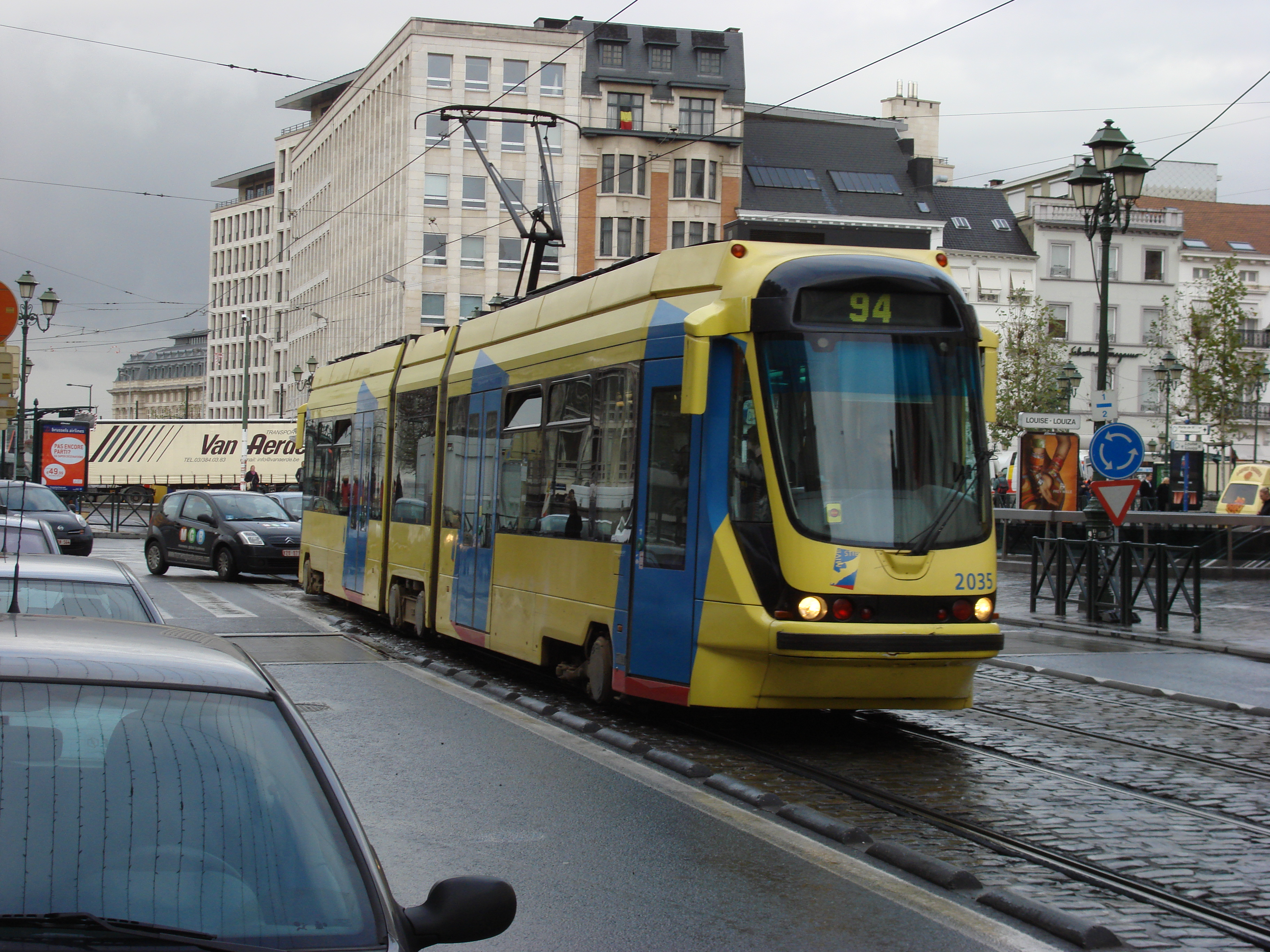
T2035 a Louise-nál

51 kocsi, 2001-től 2051-ig számozva található a STIB flottájában. 1993 és 1995 között érkeztek Brüsszelbe sárga (régi "vajsárga STIB") festéssel. Mostanában lettek átfestve az új gesztenye-szürke színsémára. 
Nagy változást jelentettek a régi PCC (7700/7800 és 7900) villamosokhoz képest, különösen az alacsonypadló és a széles ajtók miatt. Viszont hibái is akadnak a T2000-nek, például a kevésbé praktikus belső elrendezése, a rossz hangszigetelése és rezgése.
Kocsiszínjei a következő városrészekben találhatók: Ixelles, Woluwé, Haren és Schaerbeek. A 62-es, 92-es és 94-es villamosvonalakon közlekednek.

## Fordítás
Ez a szócikk részben vagy egészben  a   Tram 2000 című francia Wikipédia-szócikk ezen változatának fordításán alapul.  Az eredeti cikk szerkesztőit annak laptörténete sorolja fel. Ez a jelzés csupán a megfogalmazás eredetét és a szerzői jogokat jelzi, nem szolgál a cikkben szereplő információk forrásmegjelöléseként.